# Heering (Unternehmen)

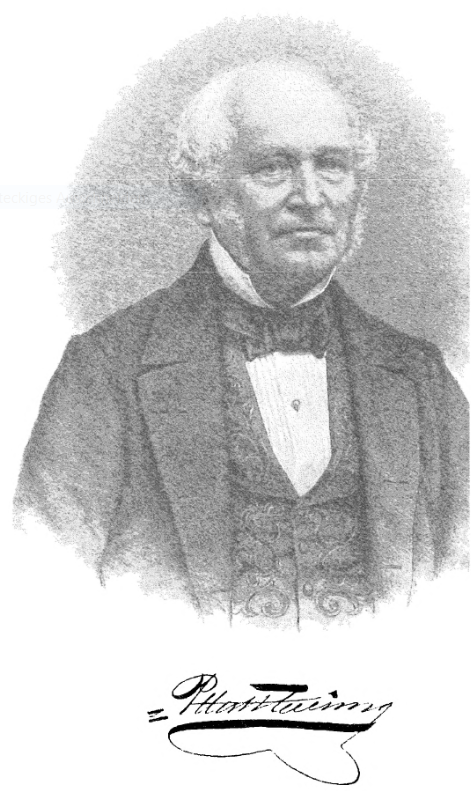
Peter F. Heering

Heering, ehemals Peter F. Heering, war ein 1818 gegründetes dänisches Unternehmen. Es stellte Kirschlikör her und war daneben zweimal zeitweilig eine Reederei. Es wurde 2001 aufgelöst und existiert heute nur noch als Handelsmarke.

## Geschichte
Der Firmengründer Peter F. Heering (1792–1875) begann als Kolonialwarenhändler und Hersteller von Cherry Heering, bevor er auch in Großhandel und Reederei einstieg. Im Laufe der Zeit erwarb er zehn auf Bornholm gebaute Segelschiffe. 1838 kaufte Peter F. Heering ein 1785 erbautes Anwesen in Christianshavn, das heute Heerings Gård heißt und in dem das Unternehmen nach zahlreichen Erweiterungen untergebracht wurde. Im Zusammenhang mit dem Umzug gab er das Einzelhandelsgeschäft auf. Später wurden auch das Schifffahrtsgeschäft und der Großhandel eingestellt. Danach konzentrierte sich das Unternehmen ausschließlich auf die Herstellung und den Verkauf von Likören, vor allem auf den Cherry Heering, der weltweit exportiert wird und internationales Ansehen genießt.
Nach dem Ende des Zweiten Weltkriegs stieg der Absatz im In- und Ausland stark an, so dass das Unternehmen expandieren musste. So wurde 1947 auf der firmeneigenen Kirschplantage in Dalby bei Haslev ein neues Fabrikgebäude errichtet, das 1949 und 1950 durch einen ähnlichen Bau ergänzt wurde. Parallel zu den technischen Erweiterungen und Verbesserungen setzte das Unternehmen die Förderung des dänischen Kirschanbaus fort und pflanzte in den Jahren um 1950 an die 50.000 Bäume.
Das Unternehmen, das den dänischen, englischen, schwedischen und holländischen Hof belieferte, ging nach dem Tod von Peter F. Heering im Jahr 1875 auf seinen Sohn Peter N. Heering (1838–1924) über. Er war bis 1914 Inhaber, ab 1902 beziehungsweise 1905 zusammen mit seinen Söhnen William (1876–1936) und Harald (1879–1933). Letztere waren bis zu ihrem Tod aktive Inhaber. 1934 stieg der Sohn des Fabrikanten William Heering – der Fabrikant Peter Heering (1908–1987) – mit ein. Ab 1936 war er alleiniger Eigentümer.
Während der Zeit der deutschen Besatzung war der Heering-Apfelwein „Patria“ sehr beliebt.
Die fünfte Generation, Peter Heerings Kinder William (geboren 1937) und Peter (geboren 1934), waren ab 1969 Miteigentümer von Peter F. Heering. Die Ölpreiskrise traf das Unternehmen hart. 1977 wurde Heerings Gård an die Privatbanken A/S (ehemals Privatbanken i Kjøbenhavn) verkauft. Gleichzeitig wurde das Schifffahrtsgeschäft eingestellt (siehe unten).
1990 wurde Peter F. Heering als solventes Unternehmen an Danisco verkauft, das es an die schwedische Spritcentralen weiterverkaufte. Im April 2001 wurden Peter F. Heering A/S aufgelöst und die Svendborger Aktivitäten nach Vingaarden in Odense verlegt.

### Reederei
Die Reederei bestand von 1833 bis 1876 als Peter F. Heering. Im Jahr 1957 wurde sie als Cherry Heering Line wiederbelebt. 1977 wurde sie geschlossen.

#### Schiffe der Reederei Peter F. Heering

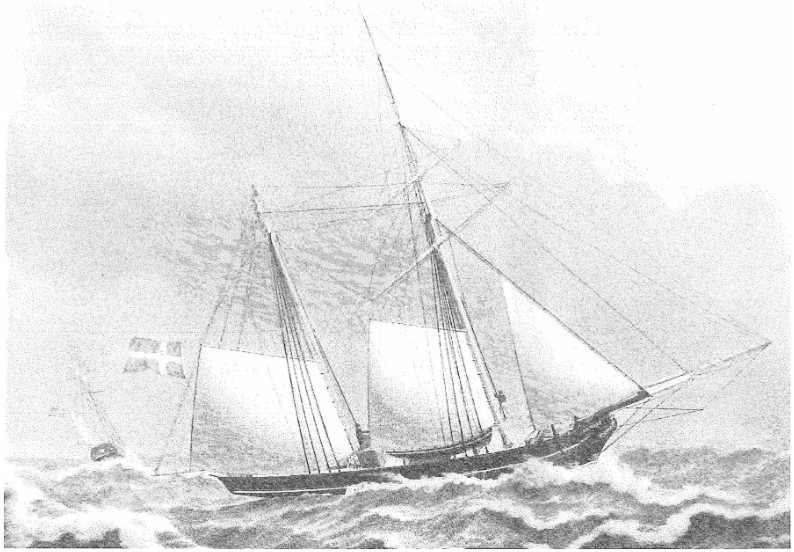
Arnold war das erste Schiff der Reederei Peter F. Heering.

Für die Reederei Peter F. Heering fuhren die Schiffe Arnold, Thorvald, Skjold, Gordius, Frode, Robert, Fylla, Castor, Flink und Svanen.
Arnold war ein zweimastiger Schoner. Er wurde 1855 an B. Riber in Dragør verkauft.
Die Brigg Thorvald wurde 1838 angeschafft und ging 1865 verloren. Die neunköpfige Besatzung konnte gerettet werden.
Die Schonerbrigg Skjold wurde 1840 gekauft.
Gordius fuhr von 1842 bis 1849 für die Reederei.
Die Brigg Frode wurde 1843 gekauft und 1876 an Asmus Petersen in Assens verkauft.
Der Schoner Robert fuhr von 1845 bis 1856 für Peter F. Heering und wurde dann nach Island verkauft. Der neue Eigentümer war J. F. Thomsen.
Die Brigg Fylla wurde 1848 angeschafft und 1872 veräußert. Der neue Eigner war H. C. Bertelsen in Dragør.
Die Brigg Flink gehörte von 1851 bis 1876 zum Unternehmen und ging dann wie die Frode in Asmus Petersens Besitz über. 
Die dreimastige Bark Svanen war das größte Schiff des Unternehmens. Sie wurde 1858 für Peter F. Heering gebaut und 1872 an C. S. Sørensen in Thisted verkauft.

#### Schiffe der Cherry Heering Line
1958 wurde die Christel Heering (IMO 5065990) angeschafft, die 1962 verkauft und auf den Namen Cataima umgetauft wurde. Ab 1973 hieß sie Ingrid Judith, 1985 wurde sie abgebrochen.
Die Mille Heering (IMO 5410365) gehörte von 1958 bis 1963 zur Flotte der Cherry Heering Line.  Sie wurde bei Aarhus Flydedok & Maskinaffaren unter der Baunummer 104 gebaut. Nach ihrem Verkauf nach Island wurde sie auf den Namen Bakkafoss umgetauft. Ab 1974 fuhr sie unter panamaischer Flagge als Five Flowers. 1984 kam sie in Chittagong an, wo sie abgewrackt wurde.
Die Heering Rose (IMO 5145348) wurde 1962 unter der Baunummer 0358 bei der Helsingør Skibsværft & Maskinbyggeri A/S fertiggestellt, kam 1969 nach Hamburg, wo sie den Namen Lucy Borchard erhielt, wurde 1978 zur Manaure IV und 1980 zur Norsun. Ab 1994 hieß sie Gesan, ab 2000 Best. Sie kam 2001 zum Abwracken nach Alang.
Die Heering Elsie (IMO 6401426) wurde 1964 gebaut und trug später den Namen Lanka Shanthi.
Die Heering Christel (IMO 5281037) fuhr von 1964 bis 1967 für die Cherry Heering Line. 1956 mit der Baunummer 1041 bei den Kieler Howaldtswerken gebaut, trug sie zunächst den Namen Polarvind. Nachdem sie 1967 verkauft worden war, wurde aus der Heering Christel die Aquila. 1972 wurde das Schiff auf Minoan Trader umgetauft, 1973 auf Saronicus Gulf. 1977 soll es in Lobito in Angola an die Kette gelegt worden und 1990 soll es abgebrochen worden sein.
Offenbar wurde der Name Heering Christel in der Reederei zweimal vergeben. Die zweite Heering Christel mit der IMO 7346893, gebaut von Burmaister & Wain, gehörte von 1974 bis 1977 zur Flotte, wurde danach nach Norwegen verkauft und auf Jacara umgetauft und 1978 zur Ro-Ro-Fähre umgebaut. Ab 1983 fuhr dieses Schiff unter dem Namen Captain John, ab 1986 als Seabee, ab 1993 als Seabee I, ab 2001 als Pearl of Bahrain, ab 2005 als Pobahrain, 2006 erhielt das Schiff erneut den Namen Pearl of Bahrain, um noch im selben Jahr den Namen Cocean Express zu erhalten. 2008 wurde es in Alang abgebrochen.
Die Heering Lotte (IMO 6704830) wurde bei den Rheinstahl-Nordseewerken in Emden unter der Baunummer 921 produziert. Sie gehörte von 1967 bis 1971 zur Flotte der Cherry Heering Line. Danach fuhr sie bis 1974 unter dem Namen Star Alcyone, wurde dann auf Amparo umgetauft und erhielt im Jahr 1986 ihren letzten Namen Merida. Im selben Jahr kam sie zum Abbruch nach Kaohsiung.
Die Heering Susan (IMO 6704842) wurde 1967 unter der Baunummer 920 bei der AG Weser Werk Seebeck in Bremerhaven fertiggestellt. Sie fuhr bis 1969 für die Cherry Heering Line, wechselte dann den Betreiber und erhielt den Namen Star Procyon. Von 1974 bis 1979 hieß das Schiff Elena, danach bis 1981 Samia. Unter seinem letzten Namen Jalapa wurde es 1986 zum Abbruch nach Kaohsiung verkauft.
Im Winter 1971 sank die Heering Kirse (IMO 5310802) auf dem Weg von Manzanillo nach Tokio in einem schweren Sturm. 31 Menschen, die sich an Bord befunden hatten, wurden gerettet. Der Kapitän und fünf Crewmitglieder ertranken. In der Presse wurde damals spekuliert, die Rettungsboote des 1963 gebauten Schiffes seien reparaturbedürftig gewesen. Zu dem Unglück sei es gekommen, weil Ladung nicht ordnungsgemäß verstaut und gesichert gerwesen sei. Die Heering Kirse war 1963 gebaut worden und hatte bis 1966 den Namen Sandar getragen, danach hatte sie kurzfristig Concordia Sandar geheißen, war 1967 wieder auf ihren ursprünglichen Namen getauft worden und 1968 in die Flotte der Cherry Heering Line aufgenommen worden. Damals hatte sie ihren Namen Herring Kirse erhalten.